# ريك سانتوس
ريك سانتوس (بالإنجليزية: Rick Santos)‏ هو سائق سباق أمريكي، ولد في 8 مايو 1959.